# Ner

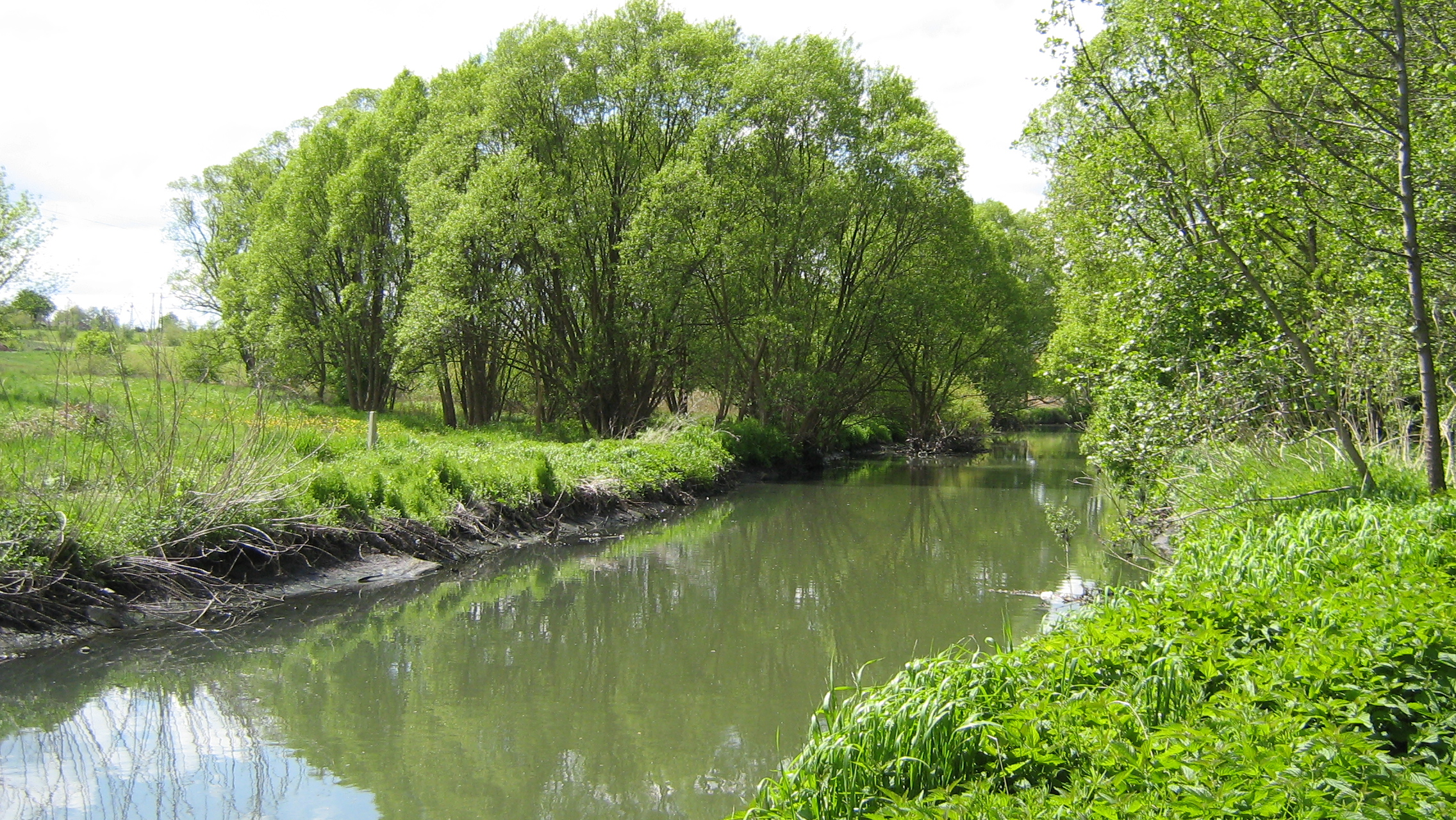
Ner na Lublinku w Łodzi

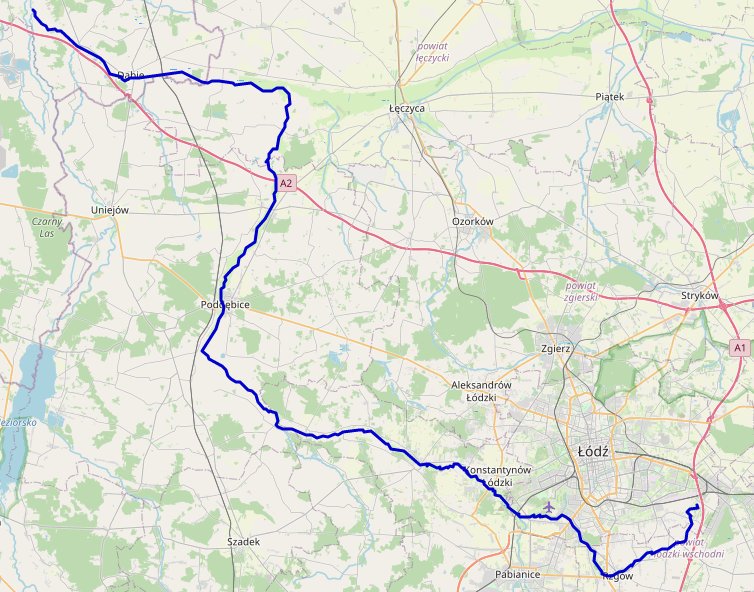
Przebieg rzeki

Ner – rzeka w środkowej Polsce, płynie przez województwo łódzkie i wielkopolskie, na Wysoczyźnie Łaskiej i w Kotlinie Kolskiej, prawy dopływ środkowej Warty, o długości 134 km. W dolnym odcinku pradolinnym dawniej zabagnione dno doliny jest obecnie uregulowane i użytkowane pod łąki. Maksymalna rozpiętość wahań stanów wody w dolnym biegu wynosi 3,5 m.
Według części badaczy nazwa rzeki wywodzi się z prabałtosłowiańskiego rdzenia *nur / *nyr („mokry, wilgotny”) i może być związana ze wzmiankowanym przez Herodota plemieniem Neurów.

## Ner w Łodzi
Ner jest największą rzeką w Łodzi. W granicach Łodzi Ner występuje w dwóch fragmentach:
- pierwszy około 11 km w południowo-wschodniej części miasta – od pierwotnych źródeł w dawnej wsi Nery (okolice Mileszek – ulica Pomorska) poprzez ulicę Rokicińską (gdzie widoczne są rowy – dawne koryta rzeki). Jako otwarty kanał rzeczny Ner pojawia się w Hucie Szklanej przy ulicy Kolumny, przepływa przez ulicę Gościniec i opuszcza miasto w pobliżu Giemzowa. Dalej płynie przez tereny gminy Brójce i Rzgów.
- drugi na długości 11,5 km w południowo-zachodniej części – wpływa do miasta w parku im. 1 Maja, przecinając ulicę Zastawną. Dalej płynie południowym skrajem miasta przez Rudę Pabianicką, Chocianowice, Charzew, Łaskowice, Lublinek. Ponownie opuszcza Łódź w okolicy ulicy Biwakowej, skąd płynie do Konstantynowa, dalej w kierunku Poddębic, Dąbia i uchodzi w pobliżu wsi Majdany do rzeki Warty[3].

## Dorzecze
Na obszarze Łodzi Ner przyjmuje boczne dopływy: prawy Jasień i lewostronne – Gadkę i Dobrzynkę. Poza granicami Łodzi w rejonie Konstantynowa do Neru wpadają rzeki: Łódka i Jasieniec. Na granicy Łodzi i gminy Pabianice do Neru wpływają niemal wszystkie ścieki łódzkie. Do niedawna oczyszczane były jedynie z grubszej zawiesiny, za pomocą systemu krat. W roku 2000 Grupowa Oczyszczalnia Ścieków w Łodzi osiągnęła zdolność biologicznego oczyszczania wszystkich ścieków, co radykalnie poprawiło stan czystości wód rzeki. Ten stan ma ulec dalszej poprawie, po uruchomieniu wszystkich urządzeń technologicznych. Dzięki temu Nerem będzie płynęła woda co najmniej III klasy czystości, i możliwe będzie życie biologiczne.
Pozostałe dopływy to Bełdówka, Pisia (ujście w Małyniu), Pisia (ujście poniżej Bałdrzychowa) i Gnida.

## Znaczenie gospodarcze
W roku 1843 Ludwik Geyer, wędrując w dół Jasienia, który przyczynił się do rozwoju jego fabryk, dotarł do Neru i stwierdził, że te okolice nadają się również do robienia interesów. Pomylił się. W 1865 sprzedał ziemię braciom Loevenberg. Na części gruntów rudzkich Artur Mejster zbudował w 1874 farbiarnię i wykańczalnię tkanin jedwabnych, znaną do dzisiaj pod nazwą „Pierwsza”.
Ner i Rudę Pabianicką rozsławił przedsiębiorca Stefański, który zakupił rozległe stawy z łąkami w lesie nad Nerem i otworzył restaurację oraz wypożyczalnię łódek. Stawy Stefańskiego o powierzchni 11,5 ha stanowiły atrakcję dla łodzian. Ruda Pabianicka z okolicami stawała się letniskowo-rekreacyjnym zapleczem Łodzi.
W latach 60. XX wieku powstał projekt wybudowania na Nerze poniżej lotniska Lublinek zbiornika wodnego o powierzchni 225 ha. Zbiornik, nazywany Charzewskim, dwudziestokrotnie większy od Stawów Stefańskiego, rozwiązałby potrzeby rekreacyjne znacznej części łodzian.

## Miasta przez które przepływa Ner
- Rzgów
- Łódź
- Konstantynów Łódzki
- Lutomiersk
- Poddębice
- Dąbie